# Cratera nigrimarginata
Cratera nigrimarginata ist eine brasilianische Art der Landplanarien in der Gattung Cratera.

## Merkmale

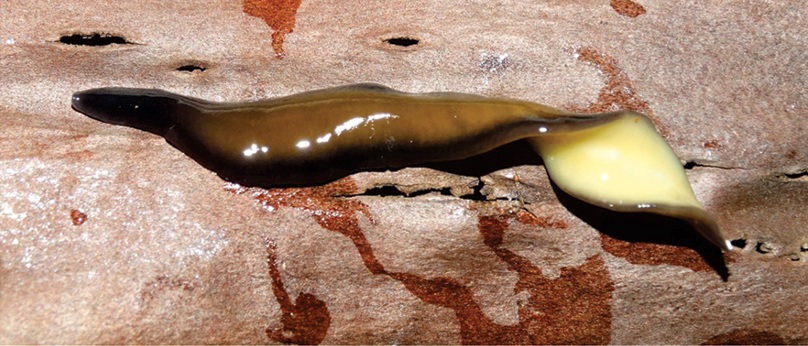
Erkennbare Rücken- und Bauchfärbung von C. nigrimarginata

Cratera nigrimarginata ist eine mittelgroße Landplanarie mit einem länglichen, flachen Körper und einer Länge von ungefähr 60 Millimetern. Der Rücken hat eine hellbraune Färbung und wird zu den Rändern hin dunkelgrau bis schwarz. Die Bauchseite ist blass-gelb gefärbt.
Auf den ersten Millimetern sind viele Augen an den Körperrändern verteilt. Weiter hinten finden sich die Augen auf der gesamten Rückenseite, sie werden weniger zahlreich zum hinteren Körperende hin.

## Etymologie
Das Artepitheton nigrimarginata hat im Lateinischen seinen Ursprung. Die Wörter niger (dt. schwarz) und marginare (dt. eingrenzen) beziehen sich auf die dunklen Ränder an den Körperseiten.

## Verbreitung
Cratera nigrimarginata wurde nur in einem privaten Reservat nachgewiesen, dem Araucaria Natural Heritage Private Reserve, einem Araukarienwald in der Gemeinde General Carneiro im brasilianischen Bundesstaat Paraná.